# Lombok
Lombok est une île volcanique d'Indonésie, située en mer de Bali entre les îles de Bali et de Sumbawa. Elle fait partie des Petites îles de la Sonde. Sa superficie est de 4 739 km2.
Sa ville principale est Mataram, qui est aussi la capitale de la province des Petites îles de la Sonde occidentales.
Comme en témoigne le cratère sur la moitié nord de Lombok, l'île fut le foyer d'un volcan géant qui entra en éruption en 1257.
L'île fait partie de la réserve de biosphère de Rinjani-Lombok, reconnue par l'Unesco en 2018.

## Géographie

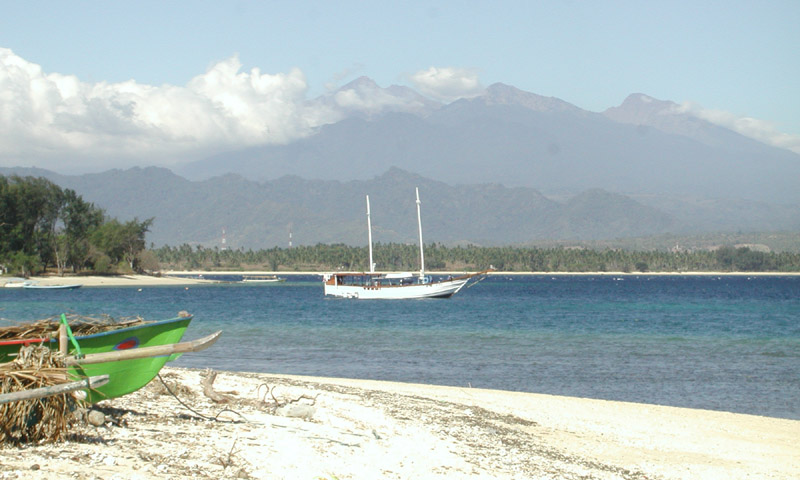
Le volcan Rinjani

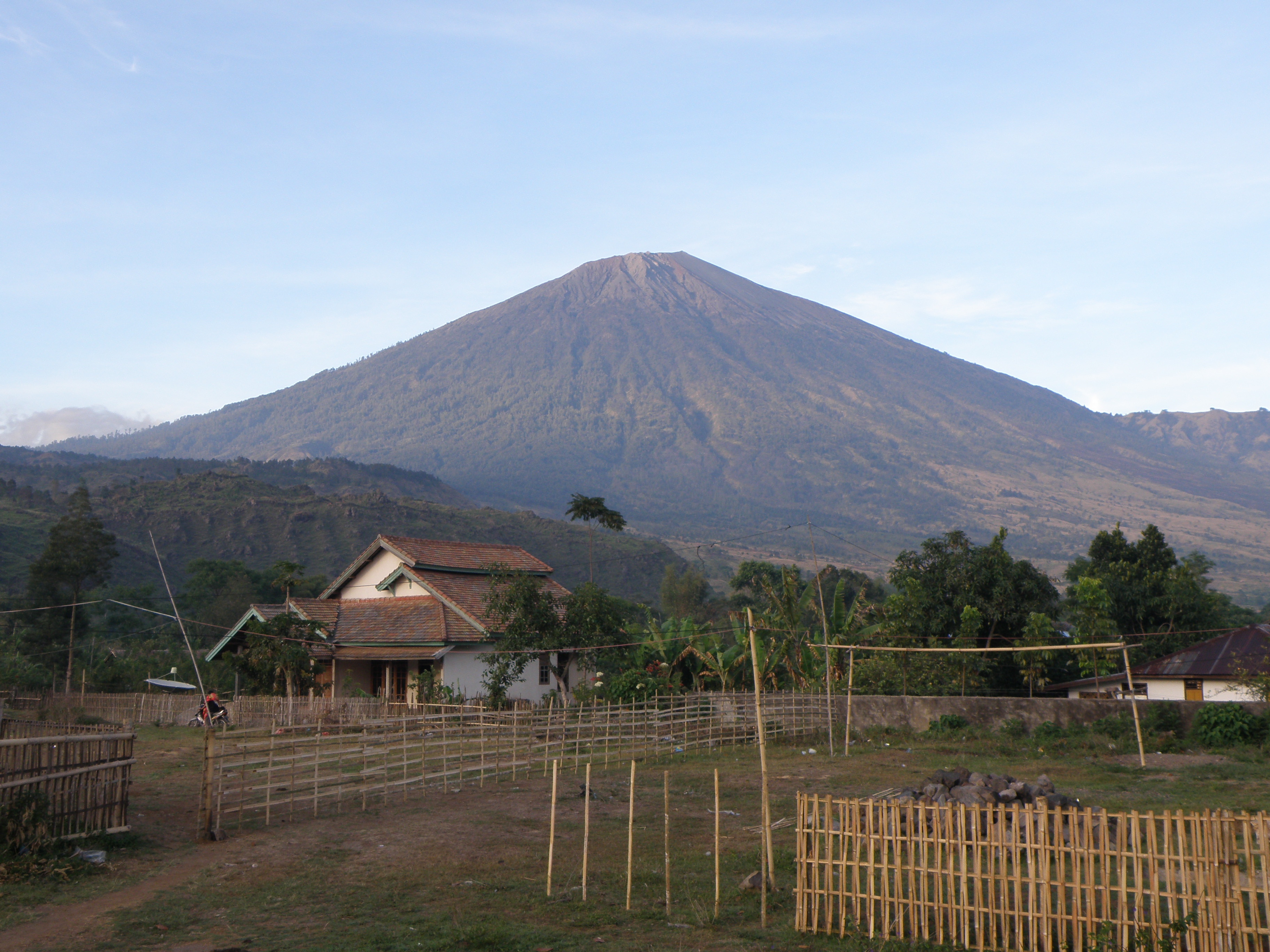
Volcan Rinjani depuis le sud-est

L'île de Lombok fait partie des Petites îles de la Sonde, en Indonésie. Une profonde faille océanique — constituant le détroit de Lombok — la sépare de Bali. Le détroit d'Alas la sépare de Sumbawa.
Dans le nord, le paysage de l'île est dominé par le volcan Rinjani (avec 3 726 m, le 3e sommet d'Indonésie après le Puncak Jaya en Papouasie et le Kerinci à Sumatra). La dernière éruption du Rinjani remonte à 1994. Celui-ci abrite la caldeira Segara Anak, en partie occupée par le lac Segara Anak, en forme de croissant, d'où émerge le cratère récent du Baru. Le volcan et le lac font partie d'un parc national établi en 1997.
Le Sud de Lombok est une plaine fertile où l'on cultive, outre le riz, le maïs, le café, le tabac et le coton. Avec l'arrivée du Circuit international de Mandalika la région de Kuta et Selong Belanak se développe également en matière de tourisme.
Le détroit de Lombok marque le passage de la division biogéographique entre la faune des écorégions indomalaise et australasienne. Elle porte le nom de ligne Wallace, nommée d'après Alfred Russel Wallace, qui le premier remarqua les différences entre les deux zones.

## Géologie
La géologie de l'île de Lombok est variée, plutôt montagneux dans le sud, végétal et plat dans le centre et volcanique dans le nord de l'île. Historiquement l'île subit encore régulièrement des tremblements de terre, concentrés en grande partie dans le centre et le nord de l'île. Le sud bénéficie de plages de sable blanc alors que le centre et le nord de l'île ont des plages de sable noir dû à la roche volcanique.

## Risques naturels
L'île de Lombok se trouve sur la Ceinture de feu du Pacifique.
Le 5 août 2018, un séisme de magnitude 6,9 a frappé l'île, son foyer se situait à une profondeur de 10 kilomètres. Le bilan humain était au 6 août 2018 de 91 morts et 209 blessés, des milliers de bâtiments ont été endommagés. Des répliques, de magnitude atteignant 5,3, ont été ressenties pendant plusieurs semaines. La semaine précédente, le 29 juillet 2018, un précédent tremblement de terre avait causé la mort de 17 personnes.

## Histoire

### Éruption volcanique
Une équipe internationale a identifié (publication en septembre 2013) le volcan sur cette île comme responsable d'une des plus énormes explosions volcaniques des 7 000 dernières années en 1257 apr. J.-C. Il s'agit du volcan Samalas, dont l'éruption est évoquée dans la Babad Lombok ("chronique de Lombok"),.
Le Nagarakertagama, poème épique écrit en 1365 sous le règne (1350-1389) du roi Hayam Wuruk de Majapahit dans l'est de Java, cite Lombok parmi les « contrées tributaires » de ce royaume. Selon des légendes locales, deux des plus vieux villages de Lombok, Bayan et Sembalun, auraient été fondés par un prince de Majapahit. Les références à une origine Majapahit sont courantes à Lombok et dans l'île voisine de Bali. On trouve des éléments javanais dans la langue sasak de Lombok.

### Islamisation
L'islam ne semble pas apparaître à Lombok avant la première moitié du XVIe siècle. La tradition dit qu'un certain Sunan Prapen, fils du Susuhunan Ratu de Giri, est le premier à propager la nouvelle foi. Un manuscrit sur feuille de palmier lontar, la  Babad Lombok ("chronique de Lombok"), raconte que Sunan Prapen est envoyé par son père pour une expédition militaire à Lombok et Sumbawa pour y convertir la population. Un autre manuscrit sur lontar, le Petung Bayan, raconte que le premier roi à se convertir est le roi de Bayan. On ne peut toutefois considérer ces deux manuscrits comme des sources historiques fiables. Il semble en tout cas que dès le début, la nouvelle religion acquiert un caractère syncrétique, mêlant les éléments animistes, hindou-bouddhiques et islamiques.
Dans les années 1630, le Dewa Agung (roi) de Gelgel de Bali mène des campagnes de conquête à Lombok et Sumbawa, où il se heurte à l'expansion du sultanat de Gowa du sud de Sulawesi. À la fin du XVIIe siècle, des soldats Bugis et Makassar, fuyant l'autoritarisme de leur souverain, écument les mers de l'archipel et sévissent notamment à Lombok.

### Colonisation hollandaise
Les Hollandais débarquent à Lombok en 1674. Ils s'installent dans la partie orientale de l'île, les rois balinais de Karangasem revendiquant la souveraineté sur la partie occidentale.
En 1740, Lombok est fermement sous le contrôle de Karangasem. Au début du XIXe siècle, le rapport s'est inversé et c'est le roi balinais de Lombok qui est souverain de Karangasem. Lombok soutient la campagne hollandaise contre Karangasem.
Mais les Hollandais voulaient contrôler Lombok. En 1891, le roi balinais de Lombok lève des troupes parmi ses sujets Sasak musulmans pour mener campagne à Bali. L'événement déclenche un soulèvement, dirigé par un maître religieux. Les Hollandais en font un prétexte d'intervention, et débarquent à Lombok en 1894. Une première expédition est mise en déroute par les troupes balinaises. Mais les Hollandais finissent par conquérir la capitale. La prise d'assaut du dernier bastion des Balinais poussent ceux-ci à commettre le puputan, une bataille jusqu'à la mort. La guerre de Lombok était terminée. Les Hollandais ont occupé l'île de 1894 à 1942.
À l'époque coloniale Lombok était, avec Ambon, Gorontalo et Minahasa, une des quatre régions de l'est des Indes néerlandaises à être sous administration directe.

## Divisions administratives
Lombok fait partie de la province des petites îles de la Sonde occidentales.
Elle est divisée en 5 kabupaten :
- Lombok Barat (occidental), chef-lieu Gerung,
- Lombok Tengah (central), chef-lieu Praya,
- Lombok Timur (oriental) , chef-lieu Selong
- le nouveau kabupaten de Lombok Utara (nord), chef-lieu Tanjung, qui maintenant inclut les trois îles Gili : Gili Trawangan, Gili Meno et Gili Air.
- et une kota, Mataram, qui est également la capitale de la province.

## Flore et faune

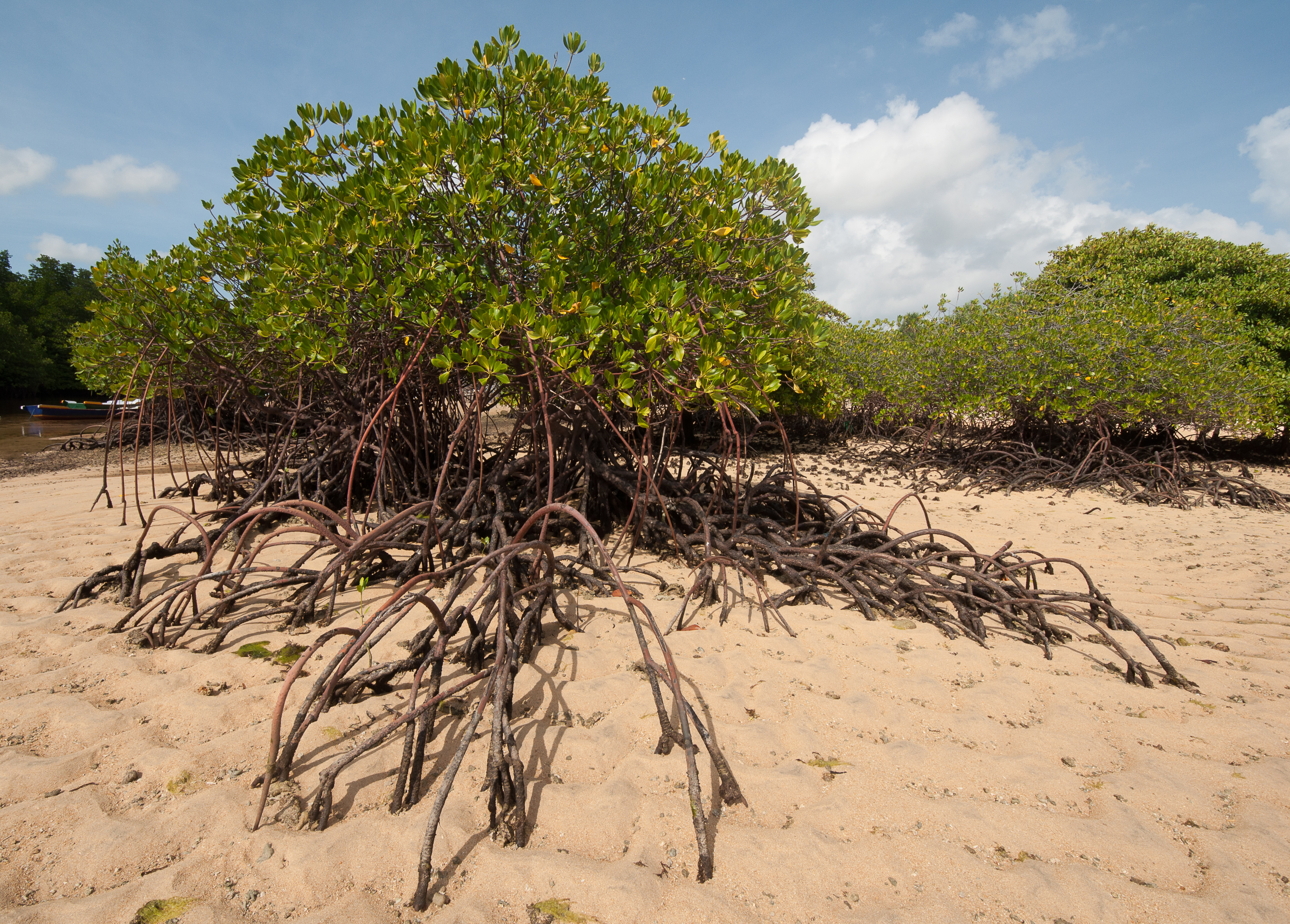
Mangrove sur l'île de Lombok, Bali.

Lombok se situant du côté « insulaire » de la ligne de Wallace, les grands mammifères continentaux laissent la place à des espèces plus discrètes de lézards, de petits marsupiaux, de perroquets et autres cacatoès qu’on retrouve jusqu’en Australie.
La pêche et la plongée sous-marine sont des activités très répandues sur les îles Gili, à l’ouest de Lombok, le surf, lui, se pratique couramment sur la côte sud, et il existe de beaux villages de pêcheurs autour de Labuhan Lombok, sur la côte est. Requins marteau, requin de récifs à pointes blanches, pointes noires, raies manta, multitudes de poissons tropicaux, hippocampes, nudibranches ... sont les trésors de Lombok Ouest et bien entendu les tortues qui sont garanties aux environs de Gili Trawangan.
Moins verte et plus rude que Bali à l'origine car depuis deux ans la mousson est très active, sa voisine, Lombok se divise en deux, en fonction des précipitations.
Riche en cocotiers sur le littoral et en conifères sur les pentes du mont Rinjani, le nord est nettement plus arrosé que le sud, qui manque parfois cruellement d’eau. Plus on se déplace vers l’est, plus la saison sèche s’allonge au point que le riz finit par disparaître : il est remplacé par le maïs et le sagou comme aliments de base.
Les principales cultures se situent sur les pentes du Rinjani où café, et le fameux piment (lombok) extra fort, poussent sur ces terres.
Le « kopi » Lombok est principalement du pur arabica et on retrouve un goût fort et unique, un petit peu terreux dû à la terre fertile ornant le Rinjani.

## Économie
La principale culture de rapport est celle du tabac. Les rizières en terrasse bénéficient d'un réseau d'irrigation très fin modernisé au XIXe siècle.

## Culture et religion

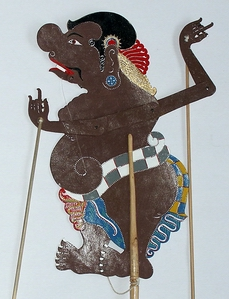
Figurine de wayang kulit de Lombok

80 % des habitants de Lombok appartiennent au groupe ethnique des Sasak. La langue sasak appartient au groupe dit « bali-sasak » de la branche malayo-polynésienne des langues austronésiennes. Le reste de la population est formé de Balinais, Javanais, Chinois et Arabes.
En Indonésie, les 2 millions de personnes qui se considèrent Sasak ont l'image de musulmans dévots. Toutefois, dans la région de Bayan, une minorité de Sasak pratique encore une forme hétérodoxe d'islam appelée Wetu Telu. Cette expression signifie « trois temps », sous-entendu de prière, c'est-à-dire l'observance de seulement trois des cinq prières quotidiennes de l'islam. Le wetu telu est un syncrétisme dans lequel se mêlent à l'islam des croyances et rites antérieurs à l'islam, panthéistes aussi bien qu'hindouistes. Enfin, on compte plusieurs milliers de Sasak adeptes de la religion traditionnelle bouddhisme.
Jusqu'à la fin du XIXe siècle, le syncrétisme religieux domine à Lombok. À cette époque, une version plus stricte de l'islam se diffuse, d'abord au sein de la noblesse, puis vers d'autres classes sociales. L'islam devient rapidement pour les Sasak un marqueur d'identité, d'abord vis-à-vis des Balinais qui les dominent, puis par rapport aux Hollandais qui ont conquis Lombok. Néanmoins, au milieu des années 1960, le syncrétisme est toujours vivant. Le changement viendra à la suite des massacres de 1965-66 qui marquent la prise de pouvoir par le général Soeharto.

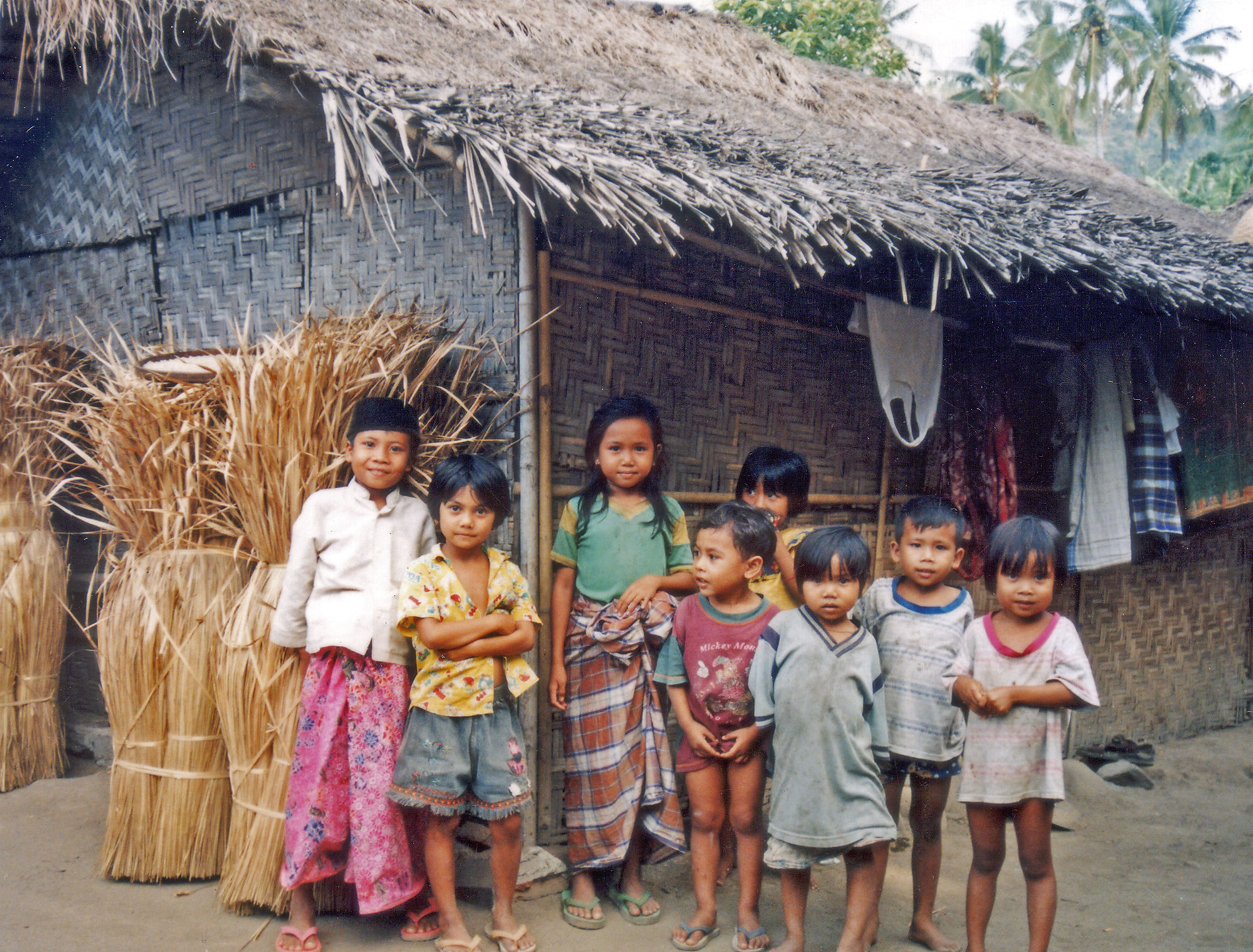
Enfants dans un village sasak.

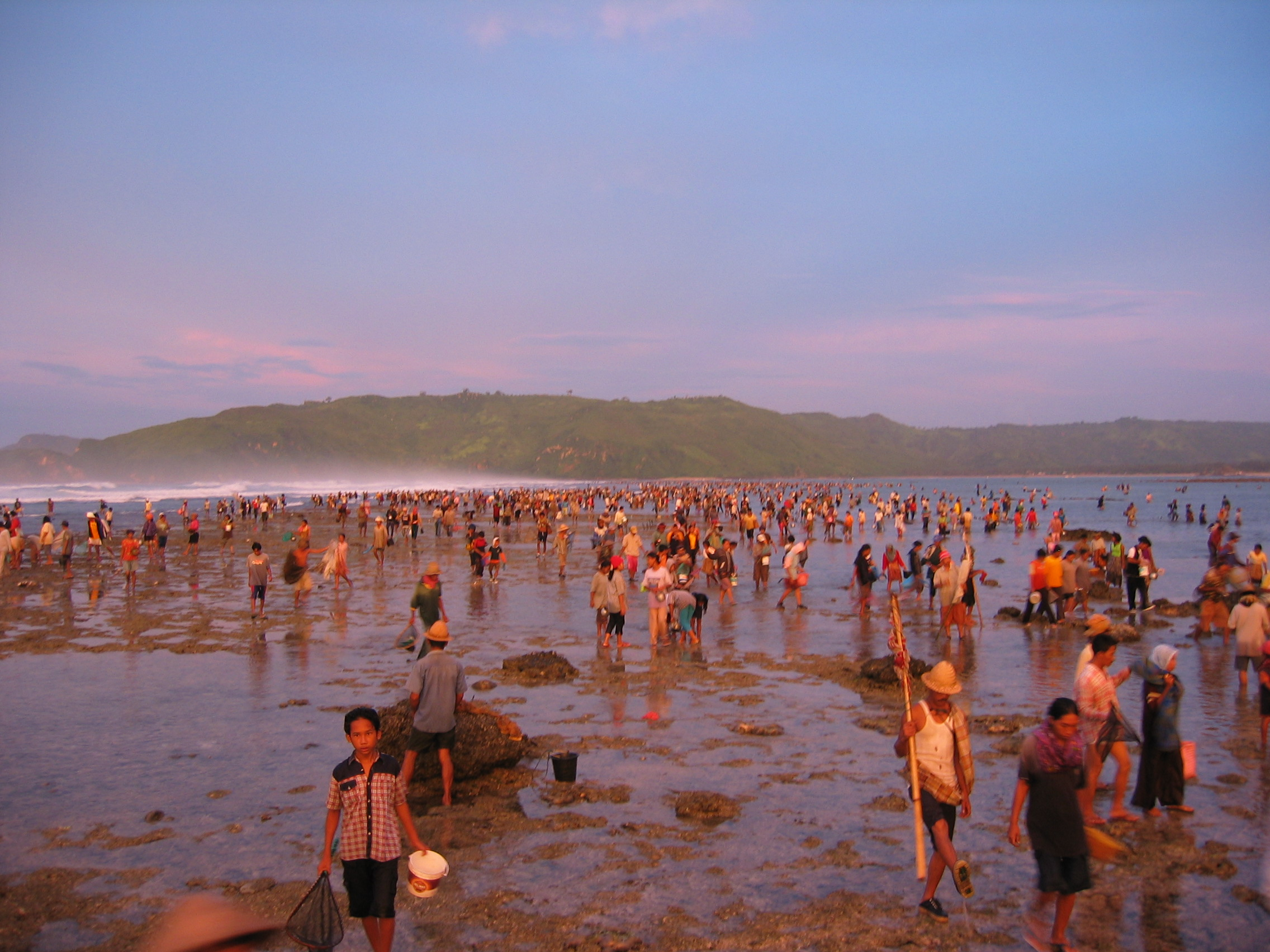
La cérémonie du Bau Nyale

En fait, de nombreux aspects de la culture sasak n'ont rien de musulman mais appartiennent à un fonds commun aux différents groupes ethniques indonésiens. Par exemple, les Sasak tiennent une cérémonie, le Lebaran Topat, pendant la semaine qui suit la fête de fin du mois de ramadan, l'Idul Fitri (Aïd el-Fitr), dont le nom traditionnel indonésien est Lebaran. Ce rituel consiste à se rendre sur les tombes des proches, verser de l'eau, jeter des fleurs et déposer des feuilles de bétel et de la chaux en poudre. Il est censé apporter santé et chance.

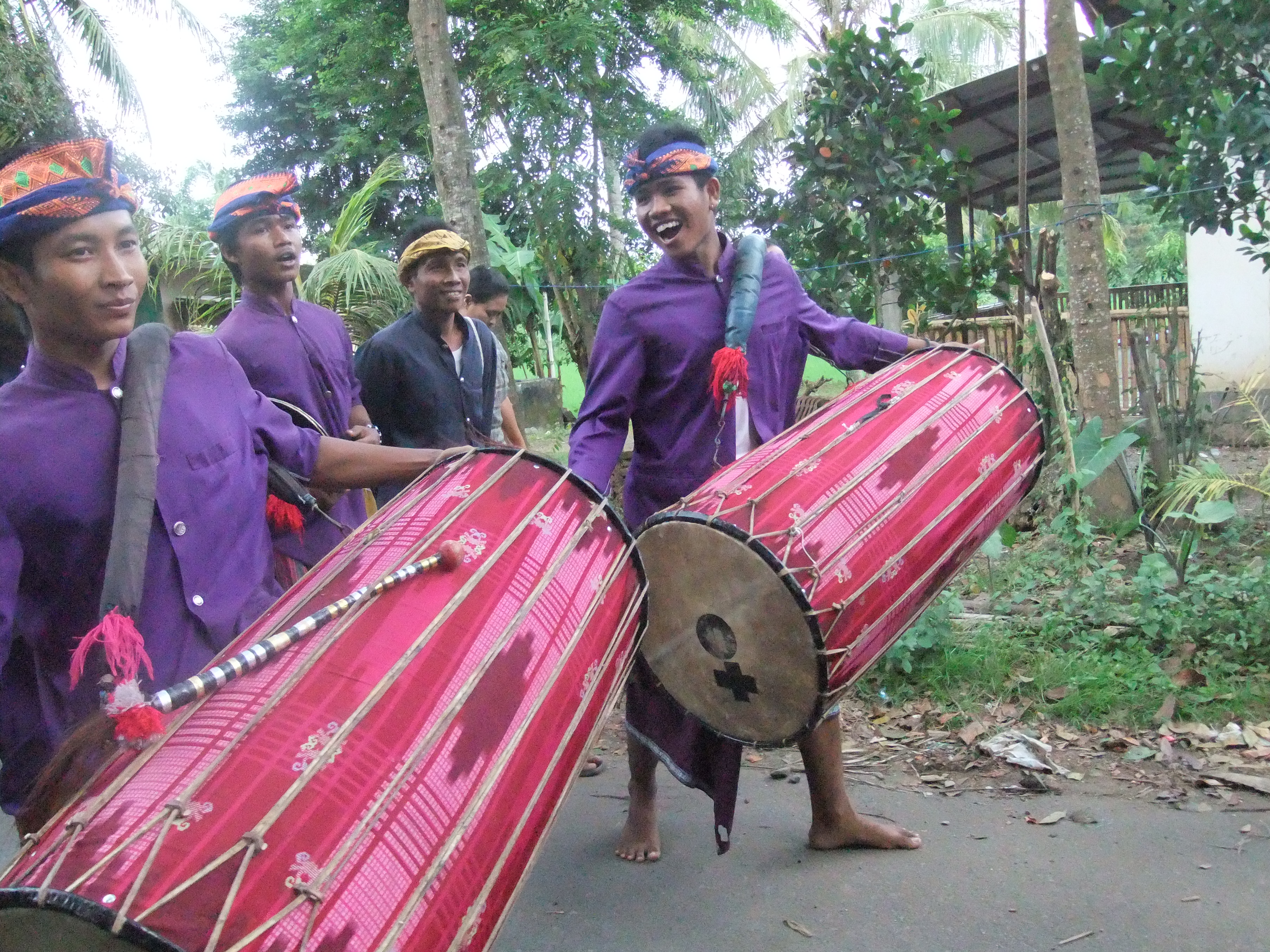
Les tambours du gendang beleq

L'autonomie régionale en Indonésie se traduit, à Lombok, par une volonté des autorités locales de promouvoir la culture sasak. Les autorités s'efforcent ainsi de promouvoir des traditions comme la musique de gendang beleq (« grand tambour »), les combats de canne ou la poésie traditionnelle.
Des siècles de domination balinaise à Lombok ont laissé leur marque, ne serait-ce que par la présence d'une forte minorité balinaise mais aussi des temples et autres lieux de culte balinais.

## Tourisme et transport
Comme de nombreuses régions d'Indonésie, Lombok se caractérise par la beauté de ses paysages, l'agrément de son climat, l'originalité de ses cultures. Lombok possède en outre plusieurs plages utilisées pour le tourisme balnéaire, tandis que son volcan attire les touristes amateurs de randonnées de montagne.

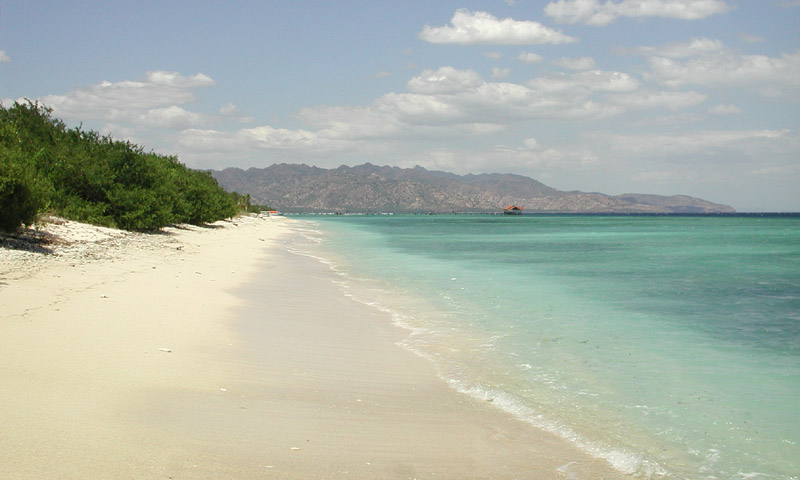
Plage sur l'île de Gili Meno, avec Lombok en arrière-plan

Se trouvent sur la côte sud : Kuta, Mawun, Selong Blanak, Tambah.

### Plongée sous-marine
La plongée sous-marine se pratique essentiellement au nord-ouest de Lombok (Pantai Sire, Îles Gili).
D'autres sites existent au sud (Kuta) et à l'est.

### Liaisons aériennes
Ouvert le 1er octobre 2011, l'aéroport international de Lombok est desservi par les compagnies aériennes suivantes :
- Garuda Indonesia : Jakarta, Yogyakarta
- Indonesia Air Transport : Denpasar, Labuhanbajo
- Lion Air : Denpasar, Jakarta, Surabaya
- Merpati : Denpasar, Kuala Lumpur (Malaisie), Surabaya
- Silk Air : Singapour
- Wings Air : Denpasar
- Air Asia

### Liaisons Maritimes

#### Bateaux rapides Bali - Lombok
Des compagnies de bateaux rapides font le trajet Bali - Lombok. La traversée dure 1,5-2 heures.
Points de départ à Bali :
- Padangbay
- Amed
- Serangan / Benoa

À Lombok toutes les compagnies font 4 arrêts :
- Gili Trawangan
- Gili Meno
- Gili Air
- Bangsal (sur Lombok)

#### Les Ferrys
Tous les jours des ferrys font la traversée Padangbay (Bali) - Lembar (Lombok). La traversée dure de 4 à 6 heures.